# 中观镇
中观镇，是中华人民共和国贵州省遵义市正安县下辖的一个乡镇级行政单位。

## 行政区划
中观镇下辖以下地区：
鲜光村、红光村、晏溪村、桂花村、九曲村、天楼村和长岭村。